# Ermida de São Caetano (Cabeço Chão)

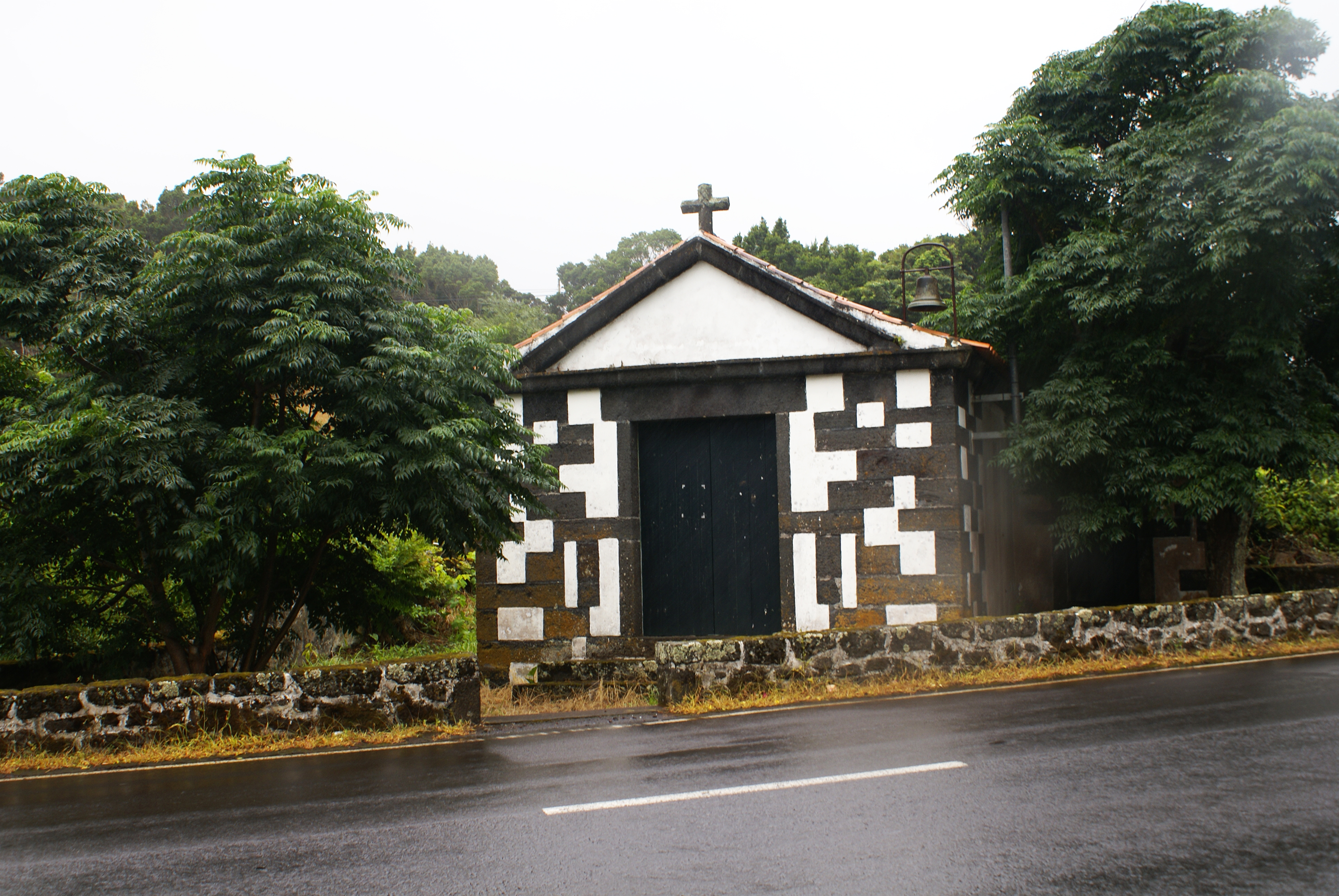
Ermida de São Caetano.

A  Ermida de São Caetano  é uma Ermida portuguesa localizada no lugar do Cabeço Chão na freguesia das Bandeiras, concelho da Madalena do Pico, na ilha do Pico, no arquipélago dos Açores.
Esta ermida, cuja construção recua ao século XVII,  é dedicada à devoção de São Caetano.